# Diadelia albomarmorata
Diadelia albomarmorata är en skalbaggsart som beskrevs av Stefan von Breuning 1965. Diadelia albomarmorata ingår i släktet Diadelia och familjen långhorningar.
Artens utbredningsområde är Madagaskar. Inga underarter finns listade i Catalogue of Life.